# Capitan Artiglio
Capitan Artiglio (Claw) è un videogioco a piattaforme bidimensionale per PC della Monolith Productions, con protagonista un gatto antropomorfo pirata attorniato da una serie di nemici (solitamente cani antropomorfi), trappole e tesori da raccogliere.

## Trama
Un famoso gatto pirata, Capitan Artiglio (nome originale Nathaniel Joseph Claw) si scontra in mare aperto contro i suoi nemici, i Cocker-Spaniards (ovvero Cocker-Spagnoli, un gioco di parole sulla razza di cani Cocker-Spaniel), guidati dal capitano La Rauxe, ma viene catturato e la sua nave affondata. Nella prigione-fortezza in cui viene rinchiuso, Claw viene a conoscenza dell'esistenza del magico Amuleto delle Nove Vite, che dona l'immortalità a chi lo indossa. Il gioco inizia nel momento in cui Claw, evaso dalla sua cella, si avventura alla ricerca delle Nove Gemme e della mappa che ne segnala la posizione.

## Modalità di gioco
All'inizio del gioco Claw ha sei vite, il massimo di punti vita a disposizione (100) e un numero ben definito di munizioni per le tre armi esauribili (10 per la pistola, 5 per l'attacco magico e 3 per la dinamite).
In alcuni punti del percorso sono poste delle bandiere pirata che, al passaggio di Claw, si spiegano al vento: sono i punti di salvataggio del livello, dove Claw ricomincerà la sua avventura qualora dovesse rimanere ucciso, ovviamente ripartendo dal punto più avanzato raggiunto. Solo due punti speciali, contraddistinti da bandiere con l'asta color oro, consentono però un vero e proprio salvataggio, in modo che il giocatore possa richiamare la partita dal menu iniziale del gioco ripartendo dal punto corrispondente, e sono detti Save Point. Se si sono usati dei trucchi durante la partita il salvataggio non sarà effettuato.
Nel gioco sono presenti anche dei passaggi segreti, dove Claw, balzando in un disco blu dalle vaghe sembianze di un buco nero, viene teletrasportato in luoghi altrimenti irraggiungibili, di solito zeppi di tesori o altri preziosi oggetti, ma anche di effetti magici e trappole mortali, e sono difficilmente raggiungibili.

### Livelli
L'avventura si sviluppa in varie ambientazioni, mano a mano che il protagonista prosegue nei livelli. Al termine di ogni livello, Claw troverà un pezzo della mappa oppure dovrà sfidare un Boss finale che, una volta battuto, consegnerà una o più delle Nove Gemme necessarie per completare l'Amuleto. Tutti livelli ad eccezione degli ultimi due sono in un certo senso accoppiati. A due a due infatti (il primo con il secondo, il terzo con il quarto e così via) i livelli condividono lo stesso tipo di nemici e un'ambientazione vagamente simile.
I livelli speciali possono essere costruiti sulla base di quelli standard presenti nel gioco grazie al programma dedicato Wapworld. Se ne trovano alcuni nella versione base del gioco (richiamabili dal menù iniziale), ma possono essere costruiti personalmente o scaricati gratuitamente da internet.

### Armi
Capitan Claw ha a disposizione diverse armi per eliminare i vari nemici:
- Può sferrare pugni e calci oppure colpi di sciabola (tutti e tre controllabili da un unico tasto: a seconda della distanza di Claw dal rispettivo avversario, il tipo colpo sarà automaticamente scelto). Questi tipi di attacco possono essere evidentemente ripetuti all'infinito. È l'unico tipo di attacco che Claw può portare ai Boss di livello, ad eccezione di Gabriel e Aquatis che vanno distrutti in un modo particolare.
- Può usare una pistola, lanciare sfere di energia (magic flow) e candelotti di dinamite. I colpi a disposizione per queste armi sono limitati e vanno dosati con attenzione, dato che le munizioni che Claw troverà lungo il suo percorso non sono poi così numerose. Tutti i Boss di livello riescono a difendersi da tutti questi tipi di colpi, che risultano quindi inefficaci.
  - Pistola: 10 all'inizio della partita. Uccide un nemico con un colpo fino al livello 3, con due dal 4 in poi. Dal livello 5 in poi, i nemici sapranno a volte parare i colpi.
  - Attacco magico: 5 all'inizio della partita. Uccide più nemici alla volta. È utilissimo, ma raro.
  - Dinamite: 3 all'inizio della partita. È molto potente, ma è difficile riuscire a centrare un bersaglio.

In ordine di frequenza le più comuni sono i proiettili per la pistola a mucchi di 5, poi quelli a sacchetti di 10, quindi le ricariche magiche e infine la dinamite.
- Armi speciali: lungo il suo percorso Claw può trovare armi magiche particolari, in particolare degli speciali potenziamenti per la sua spada. Sono effetti solo temporanei della durata di una ventina di secondi, che permettono a Claw di lanciare con la sua spada proiettili infuocati (Fire Sword), congelanti (Frost Sword) oppure una sorta di fulmini (Lightning Sword). Sono molto efficienti, ma non si trovano in corrispondenza dei Boss di livello (a parte l'ultimo, Lord Omar, dove svolgono una funzione particolare).
- Claw può anche usare diversi oggetti dell'ambiente circostante come armi. Ad esempio può sollevare e lanciare dei barilotti di polvere da sparo che esplodono al loro impatto col terreno (possono esplodere anche se colpiti da un colpo di pistola o da un candelotto di dinamite). Se Claw però si trova nelle immediate vicinanze, verrà colpito anch'egli riportando dei danni.
- Claw può inoltre sollevare alcuni nemici e scaraventarli addosso ad altri, in trappole mortali o in acqua. Parte delle trappole mortali però non lo sono per i nemici, ma solo per Claw.

### Oggetti collezionabili
Lungo il suo cammino Claw può trovare diversi oggetti utili o diverse potenzialità o effetti magici di cui si può servire (la cui durata è di circa 20 secondi). Alcuni vengono ottenuti anche eliminando un nemico. Claw non può usufruire di più di un effetto magico alla volta.
- Punti vita: si presentano come provette o ampolle azzurro/trasparenti con una croce rossa. Ve ne sono di varie misure, e consentono un aumento dei punti vita (quando non si sia raggiunto il limite massimo di 100). In ogni livello inoltre vi sono alcuni punti vita con sembianze di alimenti caratteristici del luogo attraversato.
- Munizioni: servono per guadagnare proiettili per la pistola, attacchi magici (nel qual caso appaiono come sfere azzurre) o candelotti di dinamite. Non sono frequenti ma nemmeno rari.
- Vita: appare come una piccola faccina di Claw, ed aggiunge una vita al protagonista. È molto rara e si trova spesso nei passaggi segreti.
- Invisibilità: è un effetto magico piuttosto raro, che rende Claw invisibile (ma non invulnerabile) ai nemici. Si trova spesso nei passaggi segreti e si presenta come lo spettro di un teschio.
- Invulnerabilità: si presenta come un cuore metallico, e rende Claw multicolore ma soprattutto invulnerabile ai nemici. Non ripara però Claw da pericoli mortali come le acque profonde, la lava e gli spuntoni di roccia/ferro/legno. È molto raro e si trova spesso nei passaggi segreti.
- Erba gatta: Si presenta sotto forma di sacchetti a forma di topolino, bianchi e rossi. Rende più efficaci i colpi ravvicinati di Claw, ma soprattutto potenzia i salti del protagonista, ponendolo in condizione di raggiungere posti elevati altrimenti irraggiungibili, che conducono quasi sempre a passaggi segreti. È piuttosto frequente.

Per incrementare il punteggio della partita, Claw può trovare numerosi tesori lungo il suo percorso (anche eliminando alcuni avversari, aprendo le casse o distruggendo le statue di Wolvington nel liv. 5, le stalagmiti nel liv. 11 e gli idoli di gatto nel liv. 14). I più rari e preziosi si trovano spesso in zone difficilmente accessibili.

## Accoglienza
| Testata        | Giudizio |
| -------------- | -------- |
| AllGame        | 4/5      |
| GameSpot       | 7,7/10   |
| PC Gamer (USA) | 65%      |
| PC PowerPlay   | 62%      |
| WorldVillage   | 4/5      |

Capitan Artiglio ricevette recensioni abbastanza buone. AllGame lo recensì in maniera estremamente positiva, paragonando la sua godibilità con i franchise di Mario e Crash Bandicoot. GameSpot diede al gioco un punteggio di 7.7, affermando che è "facilmente il più moderno titolo a piattaforme a scorrimento laterale disponibile per PC". Colin Williamson di PC Gamer lodò la grafica e la modalità per 64 giocatori, ma criticò il gioco per essere troppo simile ad altri titoli a piattaforme a scorrimento laterale. Craig Majaski di WorldVillage lo apprezzò, dandogli come punteggio 4 su 5. Daniel Bernstein di Gamasutra citò l'utilizzo del sonoro come buon esempio di ambiente immersivo nel gioco. PC PowerPlay gli diede un punteggio misto di 62%; David Wildgoose criticò la scelta di Monolith di pubblicare un platform 2D alla fine degli anni '90, menzionando l'uscita degli allora contemporanei Super Mario 64 e Tomb Raider, e concluse affermando che Capitan Artiglio "poteva essere un eccellente platform 3D". Nonostante il suo successo (minore tuttavia in Italia), il titolo è noto per la sua grande difficoltà. Viene considerato un classico di culto per il suo stile unico, il senso dell'avventura e la bellissima grafica.
Anthony Burch di Destructoid lo trovò accessibile e divertente, ma anche molto difficile da completare.